# Juhana Vartiainen
Juhana Mikael Vartiainen (né le 28 mai 1958 à Helsinki) est un économiste  et un homme politique finlandais. Ancien député, il est depuis juin 2021 maire d'Helsinki.

## Biographie
Avant sa carrière politique, Juhana Vartiainen était directeur de l'Institut de recherche économique VATT de 2011 à 2015.

## Écrits
- (fi) Vartiainen, Juhana, Kansainvälinen ammattiyhdistyspolitiikka, Tammi, 1986 (ISBN 951-30-5850-6)
- (fi) Pekkarinen, Jukka & Vartiainen, Juhana, Suomen talouspolitiikan pitkä linja, WSOY, 1993 (ISBN 951-0-18568-X, présentation en ligne)
- (fi) Vartiainen, Juhana et al., Rahaliitto ja Eurooppa, Jyväskylä, PS-kustannus, 1999 (ISBN 952-451-005-7)
- (fi) Snellman, Kenneth & Uusitalo, Roope & Vartiainen, Juhana, Tulospalkkaus ja teollisuuden muuttuva palkanmuodostus, Edita, 2003 (ISBN 951-37-3990-2)
- (fi) Vartianen, Juhana, Kolanen, Risto (ed.), Työtä! – hyvinvointi globaalissa murroksessa – riittääkö työ hyvinvoinnin tuottamiseen? -hankkeen loppuraportti, Työväen Sivistysliitto, 2006 (ISBN 951-701-505-4), « Uhkaako globaali talous hyvinvointivaltiota? »
- (fi) Heinonen, Visa & Jäntti, Markus & Vartiainen, Juhana (ed.)., Kansantaloustiede, talouspolitiikka ja hyvinvointivaltio – juhlakirja Jukka Pekkarisen kunniaksi, Palkansaajien tutkimuslaitos, 2007 (ISBN 978-952-209-044-7)
- (fi) Vartiainen, Juhana & Koivunen, Anu (ed.), Maailman paras maa, Suomalaisen Kirjallisuuden Seura, 2012 (ISBN 978-952-222-347-0), chap. Tyytymätön voittaja
- (fi) Uschanov, Tommi & Vartiainen, Juhana, Keskusteluja taloudesta, WSOY, 2017 (ISBN 978-951-0-42183-3)
- (fi) Vartiainen, Juhana, Suomalaisen talousajattelun kritiikki, Otava, 2019 (ISBN 9789511335832)